# David Guzmán
David Alberto Guzmán Pérez (San José, 18 februari 1990) is een Costa Ricaans voetballer die doorgaans speelt als middenvelder. In januari 2020 verruilde hij Columbus Crew voor Deportivo Saprissa. Guzmán maakte in 2010 zijn debuut in het Costa Ricaans voetbalelftal.

## Clubcarrière
Guzmán speelde in de jeugd van Deportivo Saprissa en brak ook door bij die club. Op 16 augustus 2009 mocht hij voor het eerst meespelen met het eerste elftal van de club. Op bezoek bij San Carlos werd met 1–2 gewonnen en Guzmán mocht de gehele negentig minuten meespelen. De middenvelder maakte in zijn eerste doelpunt op 21 maart 2010, in een uitwedstrijd tegen Pérez Zeledón, toen hij na vijftig minuten tekende voor de 1–1. Bij die stand bleef het ook. In de seizoenen 2013/14, 2014/15 en 2015/16 kroonde Guzmán zich met Saprissa tot landskampioen. De middenvelder verkaste in januari 2017 naar Portland Timbers, waar hij zijn handtekening zette onder een verbintenis voor de duur van twee seizoenen. Medio 2019 stapte de Costa Ricaan over naar Columbus Crew, dat hem een contract voor anderhalf jaar voorschotelde. Na een half seizoen keerde hij weer terug naar Deportivo Saprissa. Hier werd zijn verbintenis in oktober 2022 opengebroken en verlengd tot en met het seizoen 2024/25.

## Clubstatistieken
| Seizoen | Club               | Competitie          | Competitie | Competitie | Beker | Beker | Internationaal | Internationaal | Totaal | Totaal |
| Seizoen | Club               | Competitie          | Wed.       | Dlp.       | Wed.  | Dlp.  | Wed.           | Dlp.           | Wed.   | Dlp.   |
| ------- | ------------------ | ------------------- | ---------- | ---------- | ----- | ----- | -------------- | -------------- | ------ | ------ |
| 2009/10 | Deportivo Saprissa | Primera División    | 12         | 1          | 0     | 0     | 1              | 0              | 13     | 1      |
| 2010/11 | Deportivo Saprissa | Primera División    | 9          | 1          | 0     | 0     | 4              | 0              | 13     | 1      |
| 2011/12 | Deportivo Saprissa | Primera División    | 22         | 0          | 0     | 0     | —              | —              | 22     | 0      |
| 2012/13 | Deportivo Saprissa | Primera División    | 14         | 0          | 0     | 0     | —              | —              | 14     | 0      |
| 2013/14 | Deportivo Saprissa | Primera División    | 32         | 1          | 0     | 0     | —              | —              | 32     | 1      |
| 2014/15 | Deportivo Saprissa | Primera División    | 34         | 6          | 0     | 0     | 4              | 0              | 38     | 6      |
| 2015/16 | Deportivo Saprissa | Primera División    | 28         | 2          | 0     | 0     | 3              | 1              | 31     | 3      |
| 2016/17 | Deportivo Saprissa | Primera División    | 23         | 3          | 0     | 0     | 4              | 0              | 27     | 3      |
| 2017    | Portland Timbers   | Major League Soccer | 26         | 1          | 0     | 0     | —              | —              | 26     | 1      |
| 2018    | Portland Timbers   | Major League Soccer | 19         | 3          | 1     | 0     | —              | —              | 20     | 3      |
| 2019    | Portland Timbers   | Major League Soccer | 5          | 0          | 0     | 0     | —              | —              | 5      | 0      |
| 2019    | Columbus Crew      | Major League Soccer | 16         | 0          | 2     | 0     | —              | —              | 18     | 0      |
| 2019/20 | Deportivo Saprissa | Primera División    | 18         | 1          | 0     | 0     | 2              | 0              | 20     | 1      |
| 2020/21 | Deportivo Saprissa | Primera División    | 37         | 3          | 1     | 0     | 5              | 0              | 43     | 3      |
| 2021/22 | Deportivo Saprissa | Primera División    | 39         | 6          | 1     | 0     | 6              | 0              | 46     | 6      |
| 2022/23 | Deportivo Saprissa | Primera División    | 43         | 8          | 0     | 0     | 0              | 0              | 17     | 2      |
| 2023/24 | Deportivo Saprissa | Primera División    | 23         | 3          | 2     | 0     | 5              | 0              | 30     | 3      |
| 2024/25 | Deportivo Saprissa | Primera División    | 33         | 3          | 0     | 0     | 8              | 0              | 41     | 3      |
| Totaal  | Totaal             | Totaal              | 433        | 41         | 7     | 0     | 42             | 2              | 482    | 43     |

Bijgewerkt op 17 april 2025.

## Interlandcarrière
Guzmán maakte zijn debuut in het Costa Ricaans voetbalelftal op 1 juni 2010, toen met 0–1 gewonnen werd van Zwitserland door een doelpunt van Winston Parks. De middenvelder moest van interim-bondscoach Ricardo La Volpe als wisselspeler aan het duel beginnen en viel na zevenenzeventig minuten in voor Carlos Hernández. De andere debutanten dit duel waren José Mena en Fernando Paniagua (beiden eveneens Deportivo Saprissa). Guzmán werd in mei 2018 door Óscar Antonio Ramírez opgenomen in de selectie van Costa Rica voor het wereldkampioenschap in Rusland. Op dit toernooi werd achtereenvolgens verloren van Servië (0–1) en Brazilië (2–0), waarna tegen Zwitserland nog een puntje werd behaald: 2–2. Guzmán speelde in al deze drie wedstrijden mee.
| Interlands van David Guzmán voor Costa Rica | Interlands van David Guzmán voor Costa Rica | Interlands van David Guzmán voor Costa Rica | Interlands van David Guzmán voor Costa Rica | Interlands van David Guzmán voor Costa Rica | Interlands van David Guzmán voor Costa Rica | Interlands van David Guzmán voor Costa Rica |
| №                                           | Datum                                       | Wedstrijd                                   | Uitslag                                     | Competitie                                  | Goals                                       |                                             |
| Als speler bij Deportivo Saprissa           | Als speler bij Deportivo Saprissa           | Als speler bij Deportivo Saprissa           | Als speler bij Deportivo Saprissa           | Als speler bij Deportivo Saprissa           | Als speler bij Deportivo Saprissa           | Als speler bij Deportivo Saprissa           |
| ------------------------------------------- | ------------------------------------------- | ------------------------------------------- | ------------------------------------------- | ------------------------------------------- | ------------------------------------------- | ------------------------------------------- |
| 1                                           | 1 juni 2010                                 | Zwitserland – Costa Rica                    | 0 – 1                                       | Vriendschappelijk                           |                                             |                                             |
| 2                                           | 5 juni 2010                                 | Slowakije – Costa Rica                      | 3 – 0                                       | Vriendschappelijk                           |                                             |                                             |
| 3                                           | 8 oktober 2010                              | Peru – Costa Rica                           | 2 – 0                                       | Vriendschappelijk                           |                                             |                                             |
| 4                                           | 12 oktober 2010                             | Costa Rica – El Salvador                    | 2 – 1                                       | Vriendschappelijk                           |                                             |                                             |
| 5                                           | 17 november 2010                            | Jamaica – Costa Rica                        | 0 – 0                                       | Vriendschappelijk                           |                                             |                                             |
| 6                                           | 14 januari 2011                             | Costa Rica – Honduras                       | 1 – 1                                       | Copa Centroamericana 2011                   |                                             |                                             |
| 7                                           | 9 februari 2011                             | Venezuela – Costa Rica                      | 2 – 2                                       | Vriendschappelijk                           |                                             |                                             |
| 8                                           | 29 maart 2011                               | Costa Rica – Argentinië                     | 0 – 0                                       | Vriendschappelijk                           |                                             |                                             |
| 9                                           | 2 juli 2011                                 | Colombia – Costa Rica                       | 1 – 0                                       | Copa América 2011                           |                                             |                                             |
| 10                                          | 7 juli 2011                                 | Bolivia – Costa Rica                        | 0 – 2                                       | Copa América 2011                           |                                             |                                             |
| 11                                          | 6 september 2011                            | Ecuador – Costa Rica                        | 4 – 0                                       | Vriendschappelijk                           |                                             |                                             |
| 12                                          | 26 maart 2015                               | Costa Rica – Paraguay                       | 0 – 0                                       | Vriendschappelijk                           |                                             |                                             |
| 13                                          | 31 maart 2015                               | Panama – Costa Rica                         | 2 – 1                                       | Vriendschappelijk                           |                                             |                                             |
| 14                                          | 6 juni 2015                                 | Colombia – Costa Rica                       | 1 – 0                                       | Vriendschappelijk                           |                                             |                                             |
| 15                                          | 11 juni 2015                                | Spanje – Costa Rica                         | 2 – 1                                       | Vriendschappelijk                           |                                             |                                             |
| 16                                          | 27 juni 2015                                | Mexico – Costa Rica                         | 2 – 2                                       | Vriendschappelijk                           |                                             |                                             |
| 17                                          | 11 juli 2015                                | Costa Rica – El Salvador                    | 1 – 1                                       | Gold Cup 2015                               |                                             |                                             |
| 18                                          | 14 juli 2015                                | Canada – Costa Rica                         | 0 – 0                                       | Gold Cup 2015                               |                                             |                                             |
| 19                                          | 5 september 2015                            | Brazilië – Costa Rica                       | 1 – 0                                       | Vriendschappelijk                           |                                             |                                             |
| 20                                          | 8 september 2015                            | Costa Rica – Uruguay                        | 1 – 0                                       | Vriendschappelijk                           |                                             |                                             |
| 21                                          | 8 oktober 2015                              | Costa Rica – Zuid-Afrika                    | 0 – 1                                       | Vriendschappelijk                           |                                             |                                             |
| 22                                          | 13 oktober 2015                             | Verenigde Staten – Costa Rica               | 0 – 1                                       | Vriendschappelijk                           |                                             |                                             |
| 23                                          | 2 september 2016                            | Haïti – Costa Rica                          | 0 – 1                                       | WK 2018 kwalificatie                        |                                             |                                             |
| 24                                          | 6 september 2016                            | Costa Rica – Panama                         | 3 – 1                                       | WK 2018 kwalificatie                        |                                             |                                             |
| 25                                          | 9 oktober 2016                              | Rusland – Costa Rica                        | 3 – 4                                       | Vriendschappelijk                           |                                             |                                             |
| Als speler bij Portland Timbers             |                                             |                                             |                                             |                                             |                                             |                                             |
| 26                                          | 13 januari 2017                             | Costa Rica – El Salvador                    | 0 – 0                                       | Copa Centroamericana 2017                   |                                             |                                             |
| 27                                          | 15 januari 2017                             | Belize – Costa Rica                         | 0 – 3                                       | Copa Centroamericana 2017                   |                                             |                                             |
| 28                                          | 17 januari 2017                             | Costa Rica – Nicaragua                      | 0 – 0                                       | Copa Centroamericana 2017                   |                                             |                                             |
| 29                                          | 20 januari 2017                             | Honduras – Costa Rica                       | 1 – 1                                       | Copa Centroamericana 2017                   |                                             |                                             |
| 30                                          | 24 maart 2017                               | Mexico – Costa Rica                         | 2 – 0                                       | WK 2018 kwalificatie                        |                                             |                                             |
| 31                                          | 28 maart 2017                               | Honduras – Costa Rica                       | 1 – 1                                       | WK 2018 kwalificatie                        |                                             |                                             |
| 32                                          | 8 juni 2017                                 | Costa Rica – Panama                         | 0 – 0                                       | WK 2018 kwalificatie                        |                                             |                                             |
| 33                                          | 13 juni 2017                                | Costa Rica – Trinidad en Tobago             | 2 – 1                                       | WK 2018 kwalificatie                        |                                             |                                             |
| 34                                          | 7 juli 2017                                 | Honduras – Costa Rica                       | 0 – 1                                       | Gold Cup 2017                               |                                             |                                             |
| 35                                          | 11 juli 2017                                | Costa Rica – Canada                         | 1 – 1                                       | Gold Cup 2017                               |                                             |                                             |
| 36                                          | 14 juli 2017                                | Costa Rica – Frans-Guyana                   | 3 – 0                                       | Gold Cup 2017                               |                                             |                                             |
| 37                                          | 19 juli 2017                                | Costa Rica – Panama                         | 1 – 0                                       | Gold Cup 2017                               |                                             |                                             |
| 38                                          | 22 juli 2017                                | Verenigde Staten – Costa Rica               | 2 – 0                                       | Gold Cup 2017                               |                                             |                                             |
| 39                                          | 1 september 2017                            | Verenigde Staten – Costa Rica               | 0 – 2                                       | WK 2018 kwalificatie                        |                                             |                                             |
| 40                                          | 5 september 2017                            | Costa Rica – Mexico                         | 1 – 1                                       | WK 2018 kwalificatie                        |                                             |                                             |
| 41                                          | 6 oktober 2017                              | Costa Rica – Honduras                       | 1 – 1                                       | WK 2018 kwalificatie                        |                                             |                                             |
| 42                                          | 10 oktober 2017                             | Panama – Costa Rica                         | 2 – 1                                       | WK 2018 kwalificatie                        |                                             |                                             |
| 43                                          | 23 maart 2018                               | Schotland – Costa Rica                      | 0 – 1                                       | Vriendschappelijk                           |                                             |                                             |
| 44                                          | 3 juni 2018                                 | Costa Rica – Noord-Ierland                  | 3 – 0                                       | Vriendschappelijk                           |                                             |                                             |
| 45                                          | 7 juni 2018                                 | Engeland – Costa Rica                       | 2 – 0                                       | Vriendschappelijk                           |                                             |                                             |
| 46                                          | 11 juni 2018                                | België – Costa Rica                         | 4 – 1                                       | Vriendschappelijk                           |                                             |                                             |
| 47                                          | 17 juni 2018                                | Costa Rica – Servië                         | 0 – 1                                       | WK 2018                                     |                                             |                                             |
| 48                                          | 22 juni 2018                                | Brazilië – Costa Rica                       | 2 – 0                                       | WK 2018                                     |                                             |                                             |
| 49                                          | 27 juni 2018                                | Zwitserland – Costa Rica                    | 2 – 2                                       | WK 2018                                     |                                             |                                             |
| 50                                          | 7 september 2018                            | Zuid-Korea – Costa Rica                     | 2 – 0                                       | Vriendschappelijk                           |                                             |                                             |
| 51                                          | 11 september 2018                           | Japan – Costa Rica                          | 3 – 0                                       | Vriendschappelijk                           |                                             |                                             |
| 52                                          | 11 oktober 2018                             | Mexico – Costa Rica                         | 3 – 2                                       | Vriendschappelijk                           |                                             |                                             |
| 53                                          | 16 oktober 2018                             | Colombia – Costa Rica                       | 3 – 1                                       | Vriendschappelijk                           |                                             |                                             |
| 54                                          | 2 februari 2019                             | Verenigde Staten – Costa Rica               | 2 – 0                                       | Vriendschappelijk                           |                                             |                                             |
| Als speler bij Deportivo Saprissa           |                                             |                                             |                                             |                                             |                                             |                                             |
| 55                                          | 1 februari 2020                             | Verenigde Staten – Costa Rica               | 1 – 0                                       | Vriendschappelijk                           |                                             |                                             |
| 56                                          | 13 november 2020                            | Qatar – Costa Rica                          | 1 – 1                                       | Vriendschappelijk                           |                                             |                                             |
| 57                                          | 12 juli 2021                                | Costa Rica – Guatemala                      | 3 – 1                                       | Gold Cup 2021                               |                                             |                                             |
| 58                                          | 16 juli 2021                                | Suriname – Costa Rica                       | 1 – 2                                       | Gold Cup 2021                               |                                             |                                             |
| 59                                          | 20 juli 2021                                | Costa Rica – Jamaica                        | 1 – 0                                       | Gold Cup 2021                               |                                             |                                             |
| 60                                          | 25 juli 2021                                | Costa Rica – Canada                         | 0 – 2                                       | Gold Cup 2021                               |                                             |                                             |
| 61                                          | 2 september 2021                            | Panama – Costa Rica                         | 0 – 0                                       | WK 2022 kwalificatie                        |                                             |                                             |
| 62                                          | 5 september 2021                            | Costa Rica – Mexico                         | 0 – 1                                       | WK 2022 kwalificatie                        |                                             |                                             |
| 63                                          | 8 september 2021                            | Costa Rica – Jamaica                        | 1 – 1                                       | WK 2022 kwalificatie                        |                                             |                                             |

Bijgewerkt op 17 april 2025.

## Erelijst
| Primera División | 7 | 2013/14, 2014/15, 2015/16, 2019/20 Clausura, 2020/21 Clausura, 2022/23 Apertura, 2022/23 Clausura |